# XIV Legislatura da Assembleia Legislativa da Região Autónoma da Madeira
A XIV Legislatura (iniciada em 2024) é o atual mandato da Assembleia Legislativa Regional da Madeira, resultante das eleições regionais de 2024. A legislatura teve início em 6 de junho de 2024, com a tomada de posse dos deputados e a eleição da Mesa.

Ireneu Barreto, representante da República
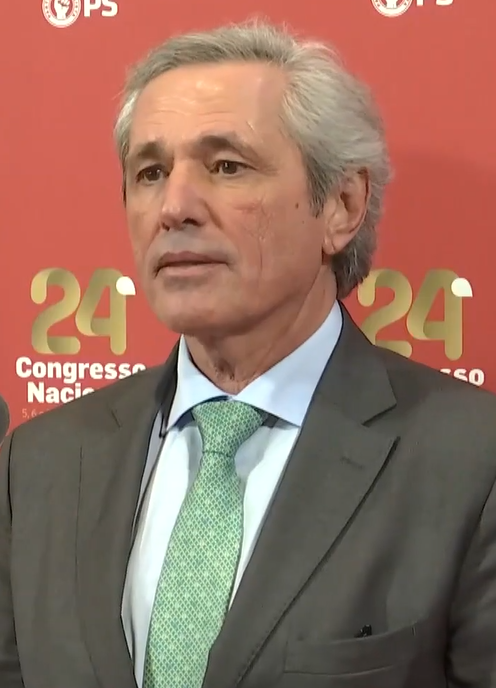
José Manuel Rodrigues, presidente da Assembleia da República
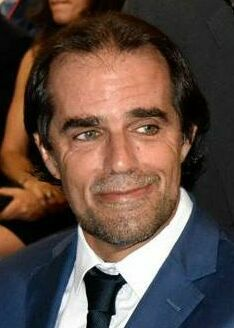
Miguel Albuquerque, presidente do XV Governo Regional da Madeira

## História
Em 24 de janeiro de 2024, durante a legislatura anterior, que começara em outubro, largas dezenas de investigadores e peritos da Polícia Judiciária, acompanhados de procuradores e juízes de instrução, deslocaram-se de Portugal Continental à ilha da Madeira em aviões militares para realizar buscas em dezenas de locais, no âmbito de uma investigação criminal que incidia, entre outros suspeitos, sobre Miguel Albuquerque, presidente do Governo Regional. Albuquerque, foi constituído arguido, bem como o presidente da Câmara Municipal do Funchal, Pedro Calado, e dois empresários.
No dia seguinte, a deputada única do PAN, cujo apoio parlamentar sustentava o Governo, pois perfazia os 24 deputados necessários a uma maioria absoluta na Assembleia, retirou a sua confiança ao Governo. Albuquerque demitiu-se no dia 26, provocando automaticamente a demissão de todo o Governo e a sua passagem a governo de gestão. Segundo o Estatuto Político-Administrativo da Madeira, a mera apresentação  do pedido de exoneração pelo presidente do Governo acarreta a demissão do Governo, apesar de o representante da República ter afirmado posteriormente que, embora aceitasse a demissão de Albuquerque, esta não produziria efeitos até que o próprio representante o exonerasse.
Em março, o presidente da República, Marcelo Rebelo de Sousa, dissolveu a Assembleia Legislativa e convocou as eleições que viriam a gerar a XIV legislatura.

### Votação do programa do Governo
Segundo o Estatuto Político-Administrativo, o programa de governo é obrigatoriamente votado pela Assembleia Legislativa sob a forma de moção de confiança. O programa do Governo foi aprovado com 22 votos a favor dos grupos parlamentares do PPD/PSD, do CDS-PP e da deputada única do PAN, 4 abstenções de três dos quatro deputados do Chega e do deputado único da IL e 20 votos contra das bancadas do PS e do JPP e de uma das deputadas do Chega.

## Composição
Há sete partidos representados na Assembleia, dois dele com deputados únicos em vez de grupos parlamentares.
Ao contrário do que aconteceu na legislatura anterior, o Chega, de direita radical, ficou sentado nos lugares mais à direita do hemiciclo. Contudo, ao contrário do que acontece a nível nacional, a Iniciativa Liberal senta-se ao centro, ao invés de à direita do Partido Social Democrata.
A distribuição dos lugares pelos grupos parlamentares foi a seguinte:
| Grupo parlamentar/ deputados únicos | Grupo parlamentar/ deputados únicos | Lista por que foram eleitos | Deputados | Notas | |
| ----------------------------------- | ----------------------------------- | --------------------------- | --------- | ----- | --- |
|                                     | Partido Social Democrata            | Partido Social Democrata    | 19        | Notas | O PPD/PSD não obteve maioria absoluta dos deputados pela 3.ª vez desde que o parlamento regional existe. |
|                                     | Partido Socialista                  | Partido Socialista          | 11        |       | |
|                                     | Juntos Pelo Povo                    | Juntos Pelo Povo            | 9         |       | |
|                                     | CHEGA                               | CHEGA                       | 4         |       | |
|                                     | CDS - Partido Popular               | CDS - Partido Popular       | 2         |       | |
|                                     | Iniciativa Liberal                  | Iniciativa Liberal          | 1         |       | |
|                                     | Pessoas–Animais–Natureza            | Pessoas–Animais–Natureza    | 1         |       | |
| Total                               | Total                               | Total                       | 47        |       | |

### Composição da Mesa
Pela primeira vez, o presidente da Assembleia não foi eleito à primeira volta. José Manuel Rodrigues, que já ocupava o cargo na legislatura anterior, apenas foi eleito com maioria absoluta à terceira votação.
José Prada, Rubina Leal, ambos do PPD/PSD, e Victor Freitas, do PS, foram eleitos vice-presidentes. Clara Tiago, do PPD/PSD, e Marta Freitas, do PS, foram eleitas as secretárias da Mesa, e Cláudia Gomes, do PPD/PSD, e Jéssica Teles, do JPP, as vice-secretárias.

## Lista de deputados
Todos os deputados são eleitos por um único círculo eleitoral correspondente a todo o território da região autónoma. Os deputados que exercerão funções nesta legislatura são os seguintes:
| Deputado | Deputado | Mandato | Grupo parlamentar | Lista por que foi eleito | Notas |
| -------- | -------- | ------- | ----------------- | ------------------------ | ----- |
|          |          |         |                   |                          |       |
|          |          |         |                   |                          |       |